# François Arago

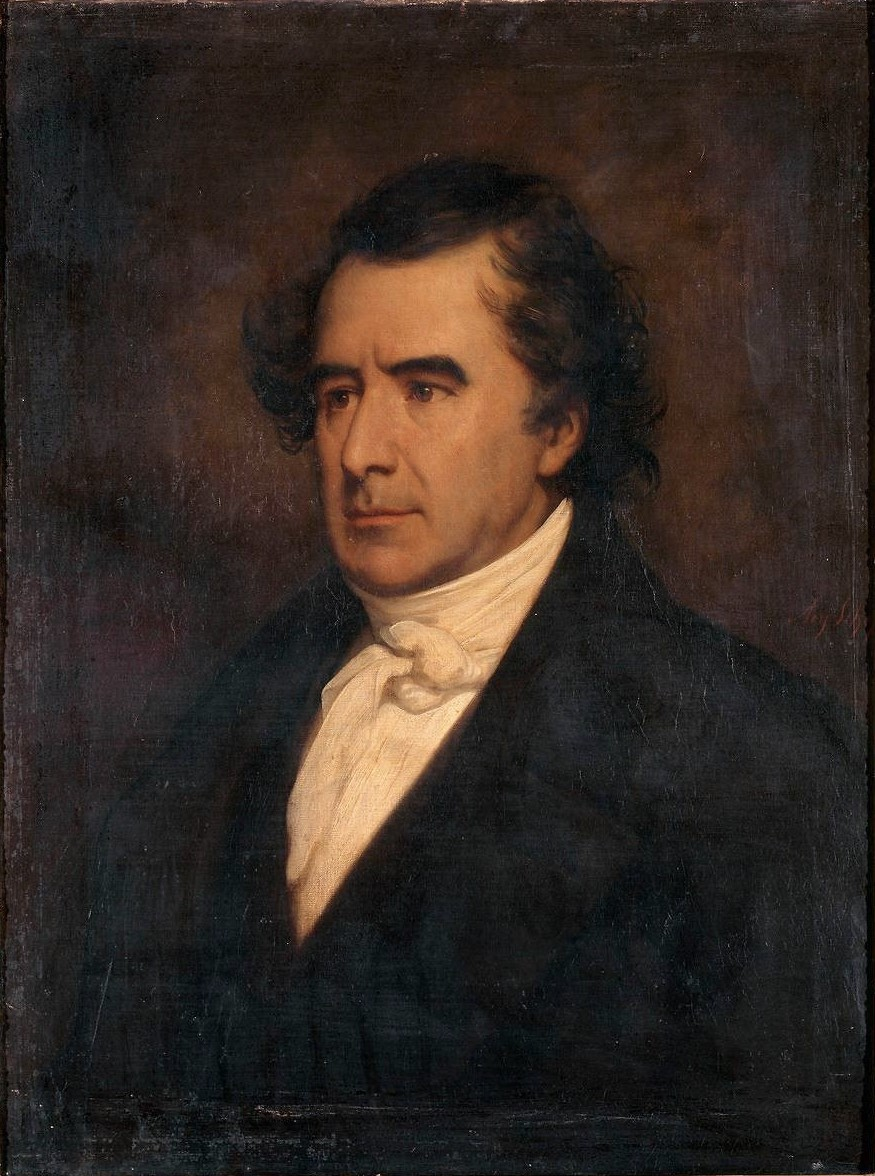
François Arago

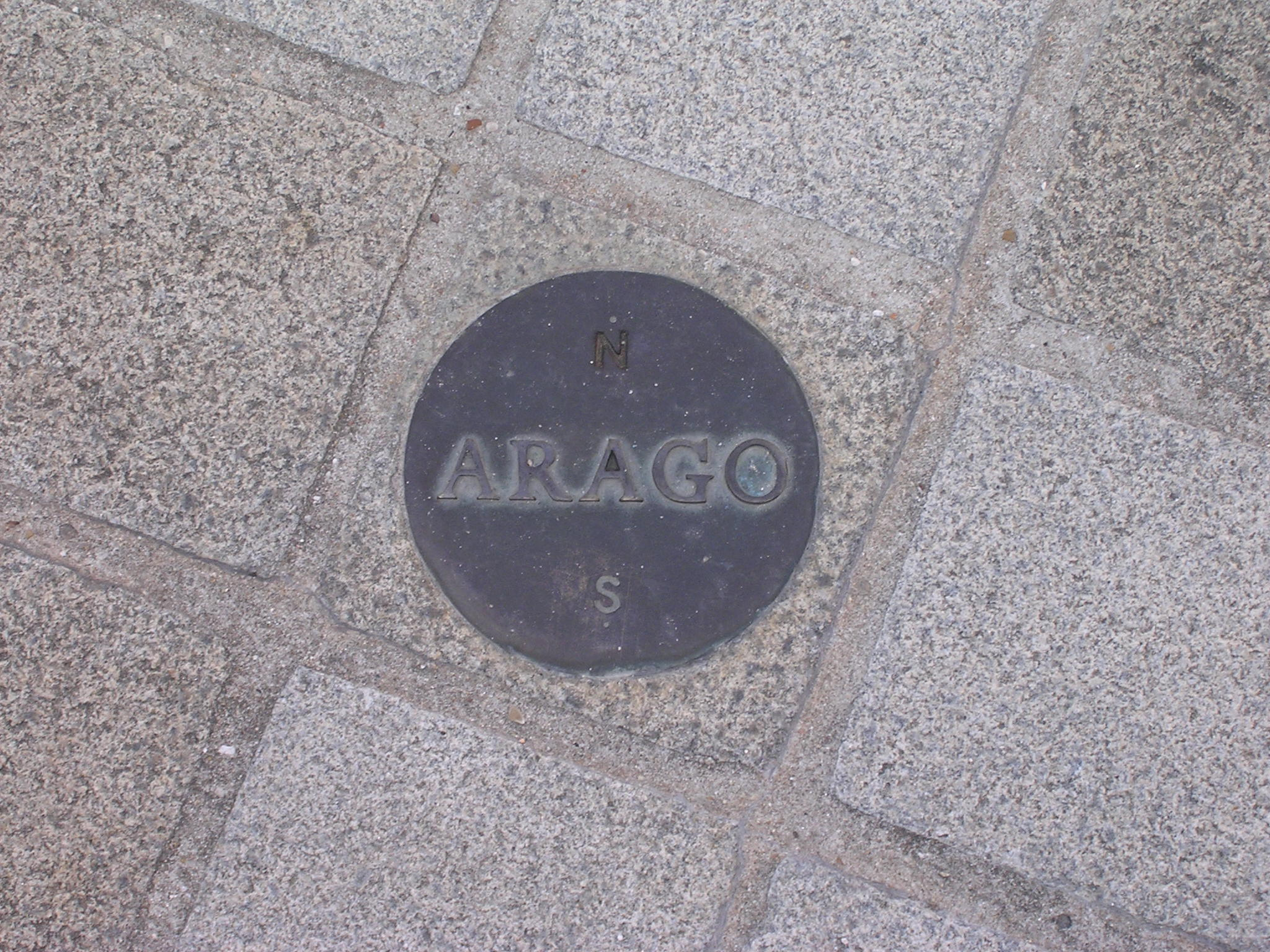
Ein Arago-Medaillon

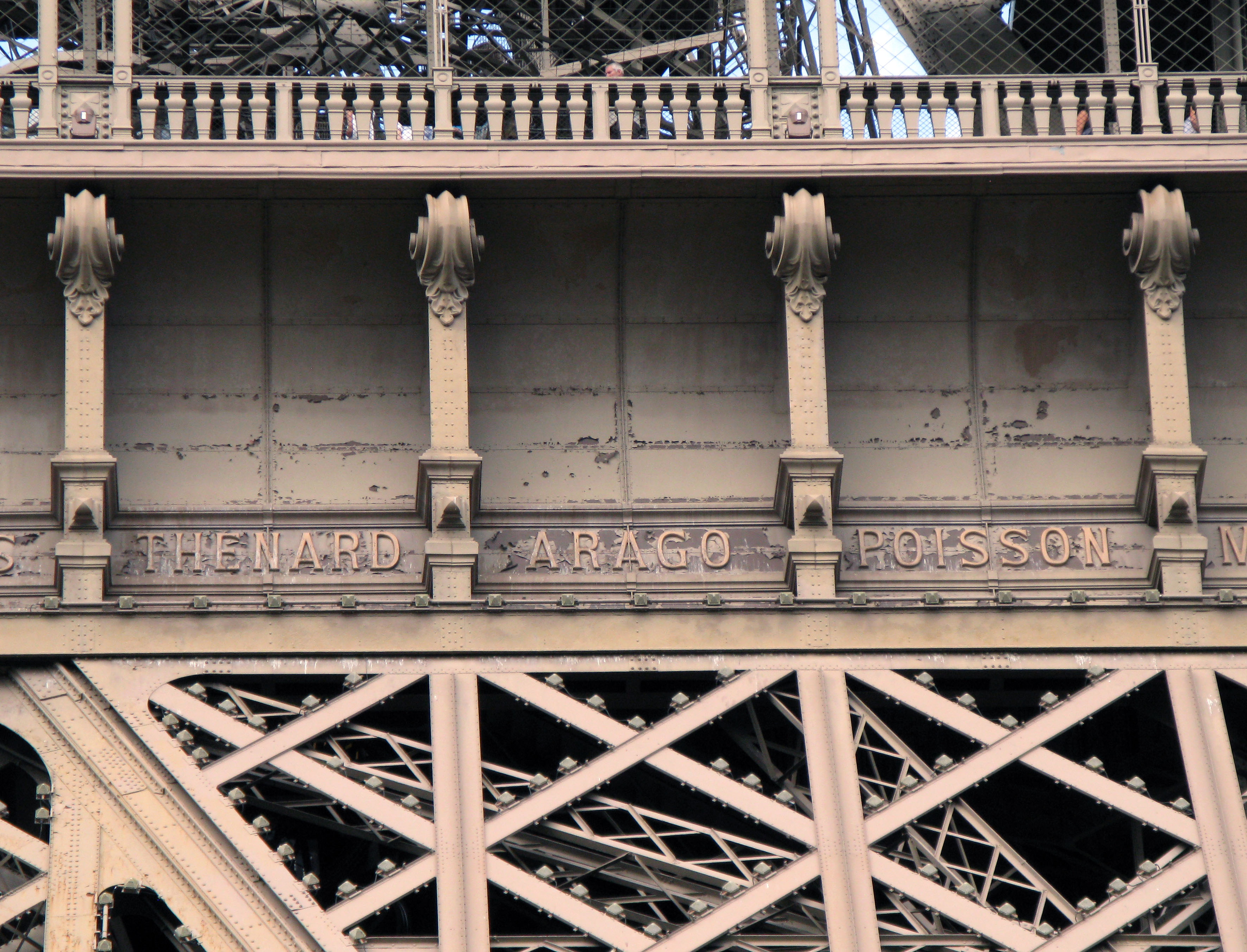
Aragos Name auf dem Eiffelturm

François Jean Dominique Arago (katalanisch Francesc Joan Domènec Aragó; * 26. Februar 1786 in Estagel bei Perpignan; † 2. Oktober 1853 in Paris) war ein französischer Astronom, Physiker und Politiker. Er entdeckte, dass Eisen durch Einwirkung von elektrischem Strom magnetische Eigenschaften annimmt.

## Leben
François Arago war der jüngste Sohn von François Bonaventure Raymond Arago (1754–1814), Bürgermeister von Estagel, einer kleinen Stadt etwa 18 km nordwestlich von Perpignan, und Marie Anne Agathe Roig (1755–1845). Die Familie Arago stammt aus den östlichen Pyrenäen.
François Arago wuchs mit elf Geschwistern auf, sechs Jungen und fünf Mädchen.
Brüder:
- Jean Martin Arago (1788–1836), schlug eine militärische Laufbahn ein, verurteilt nach dem Sturz Napoleons, kämpfte in den Reihen der Rebellen während des mexikanischen Unabhängigkeitskriegs und wurde General
- Jacques Étienne Victor Arago (1790–1854), Zeichner, Schriftsteller und Theaterproduzent, nahm 1817 am Bord der l'Uranie an einer der Forschungsreisen von Louis de Freycinet (1779–1842) teil, um magnetische und ozeanographische Untersuchungen im Pazifik durchzuführen
- Etienne Vincent Arago (1802–1892), Schriftsteller, Dramatiker, Reisender und Politiker,
- Victor Arago (1792–1867), brillanter Student der Ecole Polytechnique, schlug ebenfalls eine militärische Laufbahn ein, kämpfte in Spanien wurde dann versetzt in Frankreich, erhielt den Titel Officier de la Légion d'Honneur
- Joseph „José“ Arago (1796–1860), schlug ebenfalls eine militärische Laufbahn ein, kämpfte in Spanien, dann in Mexiko mit seinem Bruder.

Schwestern:
- Marie Rose Arago (1779–1780),
- Marie Thérèse Arago (1780–1780),
- Rose Rosette Arago (1782–1832),
- Marie Victoire Françoise Arago (1783–1783) und
- Marguerite Guidette Arago (1798–1859).[2]

François Arago wurde im Alter von siebzehn Jahren zur École polytechnique in Paris zugelassen.
Nach dem dortigen Studium holte ihn Pierre Simon de Laplace an die Pariser Sternwarte. 1805 wurde er Sekretär am Bureau des Longitudes. In dessen Auftrag führte er ab 1806 unter großen Schwierigkeiten und Gefahren während des spanischen Aufstands gegen Napoleon gemeinsam mit Jean-Baptiste Biot die Meridianmessungen von Pierre Méchain auf dem Meridian von Paris in Spanien und auf den Balearen zu Ende. Er berichtet darüber in seinen autobiographischen Aufzeichnungen Geschichte meiner Jugend. 1808 wurde Arago auf Mallorca wegen des in der damaligen Lage extrem verdächtigen Entzündens eines Leuchtfeuers auf einer Bergspitze festgenommen, konnte jedoch entkommen. Biot war schon vorher nach Frankreich zurückgekehrt. Erst 1809 kehrte Arago nach einer weiteren Gefangennahme nach Frankreich zurück und wurde im selben Jahr – 23 Jahre alt – zum Mitglied der Pariser Akademie der Wissenschaften gewählt und zum Professor für Geodäsie und analytische Geometrie an der École polytechnique berufen. Er wird in den Mémoires de Physique et de Chimie de la Société d’Arcueil als Mitglied der Société d’Arcueil erwähnt.
Arago hatte mit Lucie Carrier Besomes (1788–1829) – beide waren seit dem 11. August 1811 miteinander verheiratet – insgesamt drei Söhne. François Victor Emmanuel Arago (1812–1896), während der Zweiten Französischen Republik (Deuxième République) in verschiedenen politischen Positionen, so etwa als Justizminister, tätig. Gefolgt von Alfred Arago (1815–1892) und dem jüngsten Sohn Gabriel Arago (1816–1832).
Seine letzte Ruhestätte fand er auf dem Pariser Friedhof Père-Lachaise (Division 4).

### François Arago und Alexander von Humboldt
In Paris lernte er 1809 Alexander von Humboldt kennen, mit dem er alsbald sowohl menschlich als auch wissenschaftlich eine besondere Freundschaft pflegte. Beide waren an dem Phänomen Erdmagnetismus interessiert.

## Wissenschaftliche Leistungen
Ausgehend von den Doppelspaltexperimenten zur Interferenz von natürlichem (unpolarisiertem) Licht von Thomas Young, führte Arago zusammen mit Augustin Jean Fresnel um 1817 verschiedene Experimente zur Interferenz von polarisiertem Licht durch. Ziel war es, weitere Erkenntnisse zur Natur des Wellencharakters von Licht zu gewinnen (nach der sogenannten Undulationstheorie). Dabei gingen sie am Anfang von der Annahme aus, Licht sei eine Longitudinalwelle. Ihre Ergebnisse waren jedoch nicht mit dem Verhalten longitudinaler Schwingungen vereinbar. Zusammen mit Young, dem Arago die Ergebnisse zur Diskussion zusandte, kamen sie abschließend zu der Erkenntnis, dass es sich bei Licht um zwei senkrecht zueinander orientierte Transversalwellen handeln muss. Fresnel und Arago fassten ihre Ergebnisse in vier Aussagen zur Interferenz von polarisiertem Licht zusammen, den Fresnel-Arago-Gesetzen.
Alexis Thérèse Petit (1791–1820) heiratete eine Schwester Aragos, und die beiden führten gemeinsam Experimente zur Lichtbrechung und dem Einfluss der Temperatur auf den Brechungsindex in Gasen durch. Zusammen mit diesem fand er 1816 das Gesetz, nach dem zwei in einer Ebene polarisierte Strahlen miteinander interferieren können, zueinander senkrecht polarisierte Strahlen jedoch nicht.
1818 wurde von der französischen Académie des sciences ein Wettbewerb ausgeschrieben, dessen Jury von Arago geleitet wurde. Der 30-jährige Augustin-Jean Fresnel beteiligte sich mit einer neuartigen Arbeit über Wellenoptik. Nachdem Siméon Denis Poisson die Vorhersagen der Theorie mit seinem scheinbar abwegigen Gedankenexperiment zur Entstehung von Poisson-Flecken angezweifelt hatte, konnte Arago diesen Effekt experimentell nachweisen. In der englischsprachigen Fachliteratur wird der Fleck daher auch als Arago spot bezeichnet.
1820 bemerkte er die Magnetisierung von Eisen (Stahlnadeln) durch einen stromdurchflossenen Leiter.
1824 führte er ein Experiment durch, bei dem eine frei rotierbare Magnetnadel über einer rotierenden Kupferscheibe schwebt und durch die Rotation der Scheibe ebenfalls in Bewegung gesetzt wird. Michael Faraday wies einige Jahre später nach, dass es sich hierbei um die Induktion handelt. Es war der erste Versuch, der den Wirbelstrom nachweisen konnte. Arago nannte dieses Phänomen Rotationsmagnetismus, heute wird es Arago-Effekt genannt

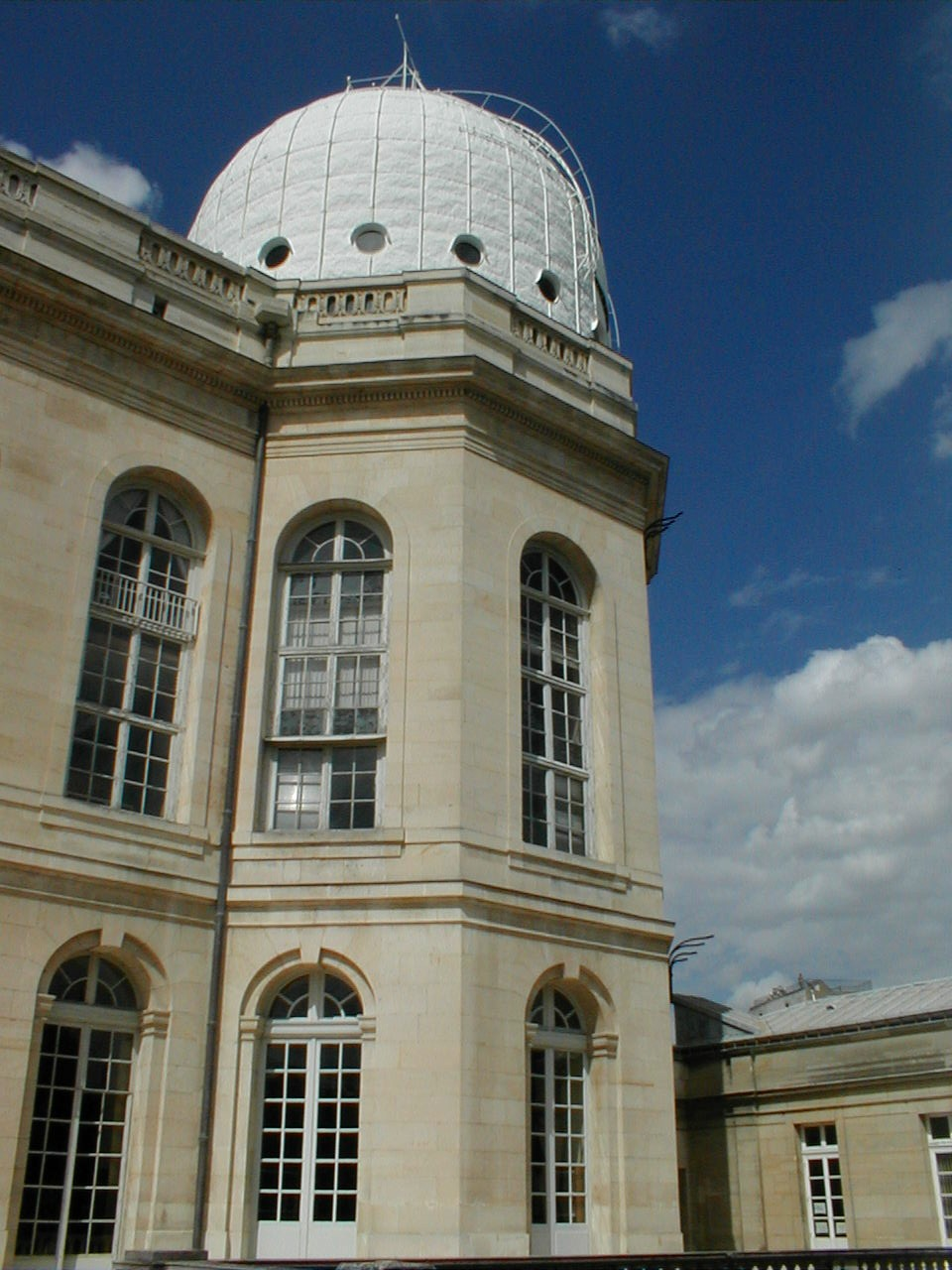
Pariser Sternwarte, Observatoire de Paris.

Ab 1830 war Arago Direktor der Pariser Sternwarte und nutzte hier alle modernen Möglichkeiten der Astronomie und Physik. Als erster führte er die Szintillation der Sterne auf Interferenzen in der Erdatmosphäre zurück, die aufgrund der Luftunruhe entstehen. Im Dezember 1829 wurde er Ehrenmitglied der Russischen Akademie der Wissenschaften in Sankt Petersburg. 1832 wurde Arago in die American Academy of Arts and Sciences gewählt. Ab 1835 war er auswärtiges Mitglied der Göttinger Akademie der Wissenschaften und ab 1851 der Königlich Niederländischen Akademie der Wissenschaften (KNAW).
Am 19. August 1839 stellte Arago die Erfindung der Fotografie durch Louis Daguerre und Joseph Nicéphore Nièpce offiziell der französischen Akademie der Wissenschaft und der Öffentlichkeit vor. Zuvor hatten die Deputiertenkammer und das Haus der Pairs einem Gesetz zugestimmt, wonach die Rechte an der Erfindung vom französischen Staat gekauft und als Geschenk der Welt zur Verfügung gestellt wurden. Daguerre erhielt eine lebenslange, monatliche Rente von 6.000 Francs und Isidore Nièpce, der Sohn von Joseph Nicéphore Nièpce, eine solche Rente von 4.000 Francs.

## Ehrungen

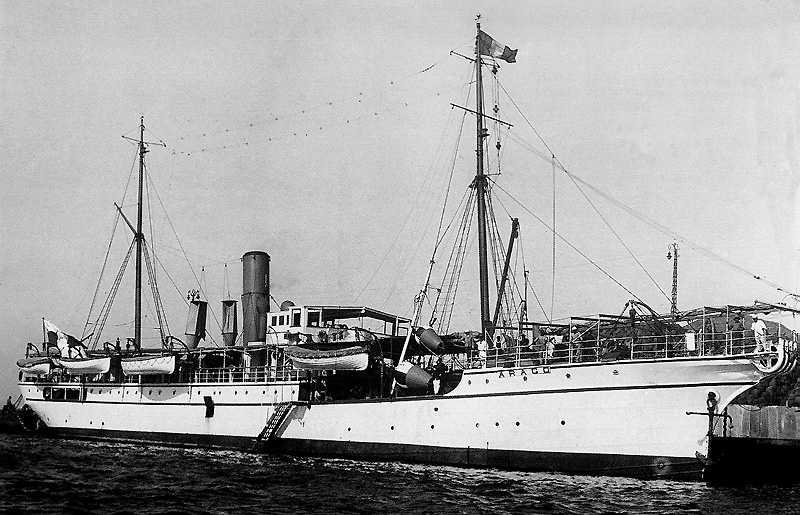
Der Kabelleger Arago von 1931

- Am 31. Mai 1842 wurde Arago als ausländisches Mitglied in den preußischen Orden Pour le Mérite für Wissenschaften und Künste aufgenommen.[9]
- Bereits seit 1815 war er Ehrenmitglied (Honorary Fellow) der Royal Society of Edinburgh.[10]
- Im Dezember 1823 wurde er zum auswärtigen Mitglied der Königlich Dänischen Akademie der Wissenschaften gewählt.
- Ab 1828 war er auswärtiges Mitglied der Königlich-Preußischen Akademie der Wissenschaften.[11]
- 1834 wurde er zum korrespondierenden Mitglied der Königlichen Akademie der Wissenschaften und Schönen Künste von Belgien gewählt, ab 1845 assoziiertes Mitglied.[12]
- 1843 wurde er zum auswärtigen Mitglied der Bayerischen Akademie der Wissenschaften berufen.
- 1850 wurde das Cape Arago in Oregon nach ihm benannt.
- Er ist namentlich auf dem Eiffelturm verewigt, siehe: Die 72 Namen auf dem Eiffelturm.
- Auf dem Meridian von Paris wurden 1995 vom niederländischen Konzeptkünstler Jan Dibbets bronzene Arago-Medaillons in Straßenpflaster, Bürgersteige, Höfe und verschiedene Gebäude eingelassen. Von den ursprünglich 135 bisher wenig beachteten Plaketten sind seit der Veröffentlichung von Dan Browns Bestseller Sakrileg einige gestohlen worden.
- Der Arago-Gletscher in der Antarktis, der Asteroid (1005) Arago, der Mondkrater Arago und ein Marskrater wurden nach ihm benannt, ebenso zwei französische Kabelleger, die François Arago von 1882 und die Arago von 1931, und das U-Boot Arago von 1913.
- Die Pflanzengattung Aragoa Kunth 1818 aus der Familie der Wegerichgewächse (Plantaginaceae) ist nach ihm benannt.[13]

## Politische Karriere
Nach der Julirevolution von 1830 engagierte sich Arago in der Politik. Als republikanischer Abgeordneter der Region „Pyrénées-Orientales“ redete er während der Juli-Monarchie in der Abgeordnetenkammer, insbesondere zu Fragen der Seefahrt, des Kanalbaus und der Eisenbahnen. Nach der Revolution von 1848 holte ihn Alphonse de Lamartine in die provisorische Regierung als Kriegs- und Marineminister. Zusammen mit seinem Untersekretär Victor Schoelcher spielte er eine ausschlaggebende Rolle bei der endgültigen Abschaffung der Sklaverei in Frankreich. Für anderthalb Monate war er Vorsitzender der Exekutivkommission der Republik, bevor die Versammlung den General Louis-Eugène Cavaignac an die Spitze der Macht stellte. Er weigerte sich, sich Napoleon III. nach dessen Staatsstreich 1851 anzuschließen, und legte seine öffentlichen Ämter nieder.

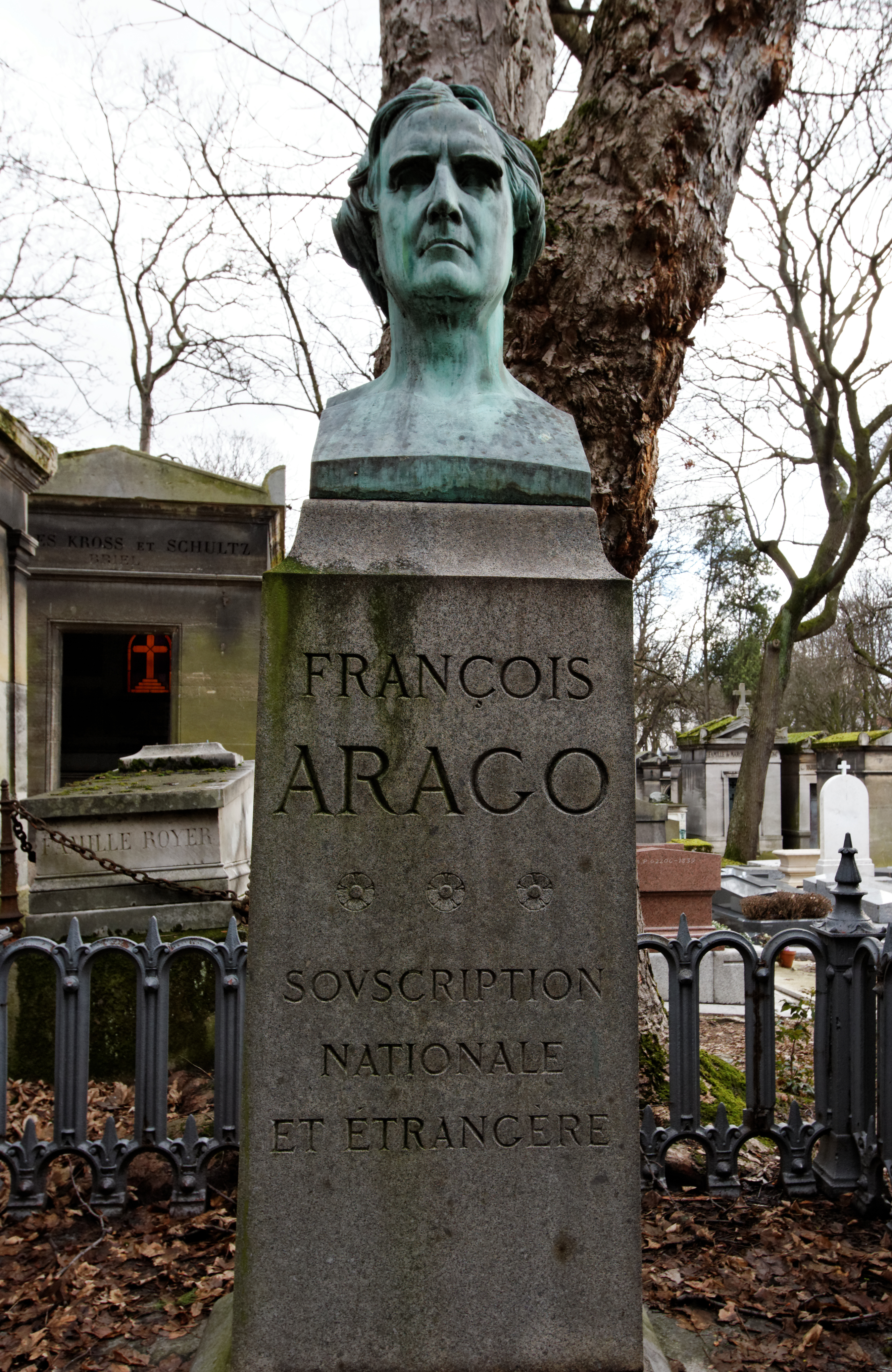
Sein Grabmal auf dem Friedhof Père-Lachaise in Paris

## Werke
- Unterhaltungen aus dem Gebiete der Naturkunde. Hoffmann, Stuttgart 1837–1844 (6 Bände). Digitalisat
- Populäre Vorlesungen über die Astronomie, mit 38 lithogr. Abb. Voigt, Weimar 1838. Digitalisat
- Dominique Arago: Œuvres complètes. Baudry/Gide, Paris 1854–1862, 17 Bde., hrsg. v. J. A. Barral, deutsch in 16 Bänden, Leipzig 1854–1860.
- Artikel von/über Arago, François im Polytechnischen Journal